# ناتان برن
ناتان برن (انگلیسی: Nathan Byrne؛ زادهٔ ۵ ژوئن ۱۹۹۲) بازیکن فوتبال اهل بریتانیا است.
از باشگاه‌هایی که در آن بازی کرده‌است می‌توان به باشگاه فوتبال کراولی تاون، باشگاه فوتبال سوئیندون تاون، باشگاه فوتبال تاتنهام هاتسپر، باشگاه فوتبال ای‌اف‌سی بورنموث، باشگاه فوتبال ولورهمپتون واندررز، باشگاه فوتبال ویگان اتلتیک، باشگاه فوتبال برنتفورد، و باشگاه فوتبال سنت آلبنز سیتی اشاره کرد.